# Đông Ogan Komering Ulu
Đông Ogan Komering Ulu (tiếng Indonesia: Kabupaten Ogan Komering Ulu Timur) là một regency (huyện) thuộc tỉnh Nam Sumatra, Indonesia. Huyện có diện tích 3597 km² và dân số khoảng 524.204 người. Huyện lị nằm tại Martapura. Huyện được thành lập từ năm 2004 trên cơ sở điều chỉnh địa giới hành chính của tỉnh Nam Sumatra. Huyện là một trong những vùng sản xuất lúa gạo lớn nhất Nam Sumatra, các nông sản có thế mạnh khác là cao su và dầu cọ.

## Hành chính
Đông Ogan Komering Ulu được chia thành 20 kemacatan (phó huyện/xã):
1. Belitang I
2. Belitang II
3. Belitang III
4. Belitang Jaya
5. Belitang Madang Raya
6. Belitang Mulia
7. Buay Madang
8. Buay Madang Timur
9. Buay Pemuka Bangsa Raja
10. Buay Pemuka Peliung
11. Bunga Mayang
12. Cempaka
13. Jayapura
14. Madang Suku I
15. Madang Suku II
16. Madang Suku III
17. Martapura
18. Semendawai Barat
19. Semendawai Suku III
20. Semendawai Timur